# Der Tod wohnt nebenan
Der Tod wohnt nebenan ist ein US-amerikanischer Kriminalfilm aus dem Jahre 1945 von Lewis Allen mit Joel McCrea und Gail Russell in den Hauptrollen. Der Film basiert auf dem Roman Midnight House von Ethel Lina White.

## Handlung
New Bristol, eine kleine Stadt in New England, USA. Der etwa zehnjährige Barnaby Fielding in der Straße Crescent Drive Nr. 10 wird während einer verregneten Nacht Zeuge eines Mordes. Aus seinem Schlafzimmerfenster sieht er schemenhaft, wie gegenüber, vor der Nr. 11, eine alte Dame, die Haushälterin Alberta, Licht aus dem Untergeschoss dieses Hauses aufflackern sieht. Wenig später tötet ein Unbekannter Alberta in der Seitenstraße, der Salem Alley. Barnaby geht daraufhin nach unten auf die Straße und nimmt Albertas goldene Uhr an sich. Die Bluttat ist noch nicht aufgeklärt, als kurz darauf die junge Elizabeth Howard im Haus der Fieldings eintrifft, um die Stellung der neuen Gouvernante Barnabys und dessen Schwester Ellen anzutreten. Barnaby steht auf eine merkwürdige Weise vollkommen im Bann seiner ehemaligen Gouvernante Maxine und empfängt Elizabeth dementsprechend unterkühlt. Maxine war es, die einst Barnaby dazu drängte, Nacht für Nacht Wache an seinem Schlafzimmerfenster halten und seinen ausgestopften Spielzeugelefanten ins Fenster zu stellen. Elizabeth, von deren Zimmer man einen guten Einblick auf den finsteren Garten des noch finsteren und verrammelten Gebäudes Nr. 11 hat, findet in ihrer Frisierkommode die von Barnaby an sich genommene goldene Uhr Albertas und übergibt diese Barnabys Vater David. Der geht damit jedoch nicht zur Polizei, denn David Fielding hat ein stark gestörtes Verhältnis zur Staatsmacht, seitdem man ihn vor einiger Zeit selbst des Mordes verdächtigt hatte. Seine Gattin kam vor zwei Jahren bei einem Autounfall ums Leben, und David möchte seitdem nichts mehr mit der Polizei zu tun haben.
Die Witwe Marian Tygarth, die einst mit ihrem Mann in Nr. 11 lebte, kommt in die Stadt, um das Haus zu verkaufen, das seit dem Tod ihres Gatten von ihr verrammelt wurde und in dem seit jener Zeit angeblich niemand mehr gewesen sein soll. Als Barnaby eines Abends aus dem Kino heimkommt, gehorcht er einer Anordnung Maxines und führt Elizabeth in die Salem Alley, wo schon Alberta ihr Leben lassen musste. In dieser kleinen Seitenstraße wird die neue Gouvernante beinah von dem Mörder angesprochen. Etwas später behauptet Elizabeth gegenüber David, dass sich jemand nachts vor der Haustür aufgehalten hätte, doch Barnabys Vater glaubt ihr nicht. Elizabeth bekommt es in diesem merkwürdigen Haus, in dem sich alle sehr seltsam verhalten, allmählich mit der Angst zu tun. Um diese Merkwürdigkeiten besser verstehen zu können, besucht sie Davids älteren Nachbar und Freund, den von ihr als sehr vertrauenswürdig eingeschätzten Dr. Charles Evans, doch dieser kann ihr auch nicht wirklich weiterhelfen. Er rät ihr nur, mit ihrem Beobachtungen nicht zur Polizei zu gehen wegen Davids schlechten Erfahrungen mit derselben. Dann macht Elizabeth eine merkwürdige Entdeckung: Offensichtlich lässt sich der kleine Barnaby dafür bezahlen, des Nachts die Fieldingsche Haustür nicht abzuschließen. Als sich der mutmaßliche Mörder Albertas eines Nacht der Haustür in der Nr. 11 nähert, kann Elizabeth noch im letzten Moment schlimmeres verhindern, in dem sie es ist, die die Haustür verschließt. Von Barnabys Schwester Ellen erfährt Elizabeth, dass der Bruder lediglich auf Anweisung Maxines handele. Wieder scheint David Elizabeths Sorgen nicht allzu ernst zu nehmen.
Am nächsten Tag kommt die leicht verkleidete Maxine im Haus an und gibt sich als die neue Magd aus. Barnaby vertraut der ehemaligen Gouvernante an, dass er den Mann von Nr. 11, der in der Nacht offensichtlich Alberta ermordet hatte, gesehen habe. Maxine ist sehr verstimmt darüber und gibt Barnaby eine Ohrfeige, woraufhin dieser erstmals an Maxine zu zweifeln beginnt. Bald überschlagen sich die Ereignisse: David, der Maxine natürlich sofort erkennt, fordert sie augenblicklich auf, das Haus zu verlassen. Wenig später findet Elizabeth die ermordete Maxine im Eingangsbereich von Nr. 11 liegen und läuft sofort zu Dr. Evans, zu dem sie noch am ehesten Vertrauen hat. Als plötzlich auch noch David Fielding spurlos verschwindet, wird schließlich doch noch die Polizei informiert. Ein Inspector Sullivan erscheint, der sogleich David für den Mörder Albertas und Maxines hält. Elizabeth ist nun mit den beiden Minderjährigen ganz allein im Haus. Auf einmal erscheint die Besitzerin des gegenüber liegenden Hauses. Marian Tygarth klärt Elizabeth auf, dass einst ihr Gatte in Nr. 11 ermordet wurde und sie seitdem das Haus für alle unzugänglich machen ließ. Sie sei sich sicher, dass der Täter mehrfach an den Ort des Verbrechens zurückgekehrt sei, um letzte Spuren zu beseitigen, was sich mit Elizabeths Vermutungen deckt. Mrs. Tygarth behauptet, sie wolle die Polizei benachrichtigen, in Wahrheit schleicht sie sich aber in ihren alten Besitz, um dort den Killer abzufangen und höchstpersönlich umzubringen.
Der sich von Maxine missbraucht und getäuscht fühlende Barnaby will nach gegenüber, in die Nr. 11, gehen, um dem großen Unbekannten seinen Lohn für das Nicht-Verschließen der eigenen Haustür zurückzugeben. Als hier wenig später Marian auf den Mörder stößt und sieht, wie dieser eingetrocknete Blutflecken zu beseitigen versucht, wird sie sein nächstes Opfer. Elizabeth beschleicht die große Angst, dass David, in den sie sich verliebt hat, der Killer von Nr. 11 sein könnte. Sie rettet Barnaby vor dem mysteriösen Fremden und eilt sofort über die Straße, um im Haus der Fieldings in der Nr. 10 Schutz zu finden. Dort treffen wenig später auch David und Dr. Evans ein. Nun wird alles klar: David beschuldigt seinen alten Freund, den Doktor, auch Marian ermordet zu haben, denn Evans habe Marian einst dabei geholfen, ihren Gatten zu beseitigen. Als unliebsame Zeugin der Vorgänge in Crescent Drive Nr. 11 musste auch Alberta dran glauben. Endgültig Klarheit herrscht, als Barnaby auf den bewaffneten Dr. Evans zugeht und diesem das von ihm erhaltene Geld zurückgeben will. David entwaffnet in einem kurzen Handgemenge den Mörder. Inspector Sullivan erscheint auf der Suche nach David. Jetzt, wo der Fall aufgeklärt ist, gestehen sich David und Elizabeth ihre Liebe und besprechen Heiratspläne.

## Produktionsnotizen
Der Tod wohnt nebenan entstand in der Spätphase des Zweiten Weltkriegs, und zwar zwischen Anfang Mai und Anfang Juli 1944, und wurde am 12. Mai 1945 in New York City uraufgeführt. Die deutsche Premiere fand am 20. November 1986 im Dritten Programm des WDR statt.
Loren L. Ryder erhielt 1946 eine Oscar-Nominierung für den besten Ton.
Hans Dreier und Earl Hedrick zeichneten für die Filmbauten verantwortlich, Dorothy O’Hara für die Kostüme. Wally Westmore war Maskenbildner.

## Synchronisation
| Rolle             | Darsteller       | Synchronsprecher |
| ----------------- | ---------------- | ---------------- |
| David Fielding    | Joel McCrea      | Christian Rode   |
| Elizabeth Howard  | Gail Russell     | Ulrike Möckel    |
| Dr. Charles Evans | Herbert Marshall | Norbert Gescher  |
| Maxine            | Phyllis Brooks   | Evelyn Maron     |
| Marian Tygarth    | Isobel Elsom     | Bettina Schön    |
| Chester           | Michael Rasumny  | Klaus Jepsen     |
| Sullivan          | Tom Tully        | Gerd Holtenau    |

## Kritiken
Die Kritiken wiesen mehrfach darauf hin, dass derselbe Regisseur kurz zuvor die Schauermär Der unheimliche Gast, ebenfalls mit Gail Russell in einer der Hauptrollen, gedreht hatte und sich ganz offensichtlich mit The Unseen von der Vorgängerinszenierung „inspirieren“ ließ.
Der Movie & Video Guide befand, der Spukfilm werde „von einem sehr schwachen Ende heimgesucht“.
Halliwell’s Film Guide konstatierte: „Thriller aus der Zeit mit guter Atmosphäre aber einem dürftigen Inhalt.“
Im Lexikon des Internationalen Films heißt es: „Atmosphärisch stimmiger Kriminalfilm mit einigen Horrorfilm-Elementen, angesiedelt in einem Haus mit zwielichtigem Personal und bedrohlicher Vergangenheit.“